# Jan Kajetan Iliński
Jan Kajetan Benedykt Iliński herbu Lis (ur. 17 lipca 1731 – zm. w 1794) – starosta żytomierski w latach 1753–1794, wojski kijowski w 1753 roku, poseł na sejm konwokacyjny (1764) z województwa kijowskiego, poseł z tego województwa na sejm koronacyjny 1764 roku.

## Życiorys
Konsyliarz konfederacji Czartoryskich w 1764 roku. W 1764 roku był elektorem Stanisława Augusta Poniatowskiego z województwa kijowskiego.
6 lipca 1791 roku odznaczony Orderem Orła Białego, w 1784 roku został kawalerem Orderu Świętego Stanisława. W 1779 otrzymał dziedziczny tytuł hrabiowski. Fundator pierwszego drewnianego kościoła św. Jana z Dukli w Żytomierzu.